# Konradsreuth (Floß)
Konradsreuth ist Ortsteil des Marktes Floß im Bezirk Oberpfalz im Landkreis Neustadt an der Waldnaab.

## Geographische Lage
Das Dorf Konradsreuth liegt ungefähr drei Kilometer nordöstlich von Floß am Gösener Bach.

## Geschichte

### 15. und 16. Jahrhundert
Konradsreuth (auch: Conrazreuth, Konradtzreut, Conrat Reut) wurde im Salbuch von 1416/1440 aufgeführt.
Es wurden die folgenden 2 Bauernfamilien in Konradsreuth genannt: Ertel, Hannßel Vorster.
Beide Bauern mussten Nachzill zur Verfügung stellen.
Die Abgaben für die 2 Bauernhöfe zusammen betrugen im Jahr 2 Käse, 15 Eier.
Dieses Salbuch, mit Informationen über die zu Floß gehörenden Ortschaften stammt aus der Zeit 1416 bis 1440.
In ihm erschienen folgende zu Floß gehörende Ortschaften:
Bergnetsreuth, Boxdorf, Diepoltsreuth, Ellenbach, Fehrsdorf, Gailertsreuth, Gösen, Grafenreuth, Hardt, Haupertsreuth, Konradsreuth, Meierhof, Niedernfloß, Oberndorf, Pauschendorf, Ritzlersreuth, Schlattein, Schönberg, Welsenhof, Wilkershof, Würnreuth, Würzelbrunn.
Es fehlten in diesem Saalbuch die bereits in zwei früheren Salbüchern genannten Ortschaften Kalmreuth, Plankenhammer, Weikersmühle.
Im Steuerbuch von 1541 wurden für Konradsreuth aufgeführt 2 Bauern, 7 Pferde, 10 Rinder, 5 Jungrinder, 3 Schafe, 3 Schweine.
In einem Verzeichnis der Mannschaften um das Jahr 1559 wurden die folgenden zu Floß gehörigen Ortschaften aufgeführt:
Bergnetsreuth, Boxdorf, Diebersreuth, Diepoltsreuth, Ellenbach, Fehrsdorf, Gailertsreuth, Gösen, Grafenreuth, Hardt, Haupertsreuth, Höfen, Konradsreuth, Meierhof, Niedernfloß, Oberndorf, Pauschendorf, Plankenhammer, Ritzlersreuth, Schnepfenhof, Schönberg, Steinfrankenreuth, Weikersmühle, Welsenhof, Wilkershof, Würnreuth, Würzelbrunn.
Für Konradsreuth wurden 5 Mannschaften verzeichnet:
Erhardtt Piernheupll, Hanns Schönperger, Jobst Schupaulus, Georg Haueysenn, Michell Schmid.

### 17. Jahrhundert
Während des Dreißigjährigen Krieges zogen in den Jahren 1620 und 1621 die Mansfeldischen Soldaten durch Konradsreuth.
Dabei raubten sie den Bauern 15 Gulden, 4 Pferde, 7 Schafe, 3 Seidel Schmalz, 1 Kleegeige, 2 Betttücher, 1 Polsterbezug, 1 wollenen Rock, 1 Mantel, 2 Frauenröcke, 1 Paar Strümpfe, 3 Hemden, 1 Tischtuch, 2 Schleier, 3 Säcke, 2 Musketen, 1 Bandelier.
Eine Schadensaufstellung für Konradsreuth aus dem Jahr 1621 ergab einen Schaden von insgesamt 241 Gulden und 21 Kreuzer.
Im Hof der Friedrichsburg in Vohenstrauß fand 1650 die Erbhuldigung gegenüber Pfalzgraf von Pfalz-Sulzbach Christian August statt.
Konradsreuth erscheint auf der Huldigungsliste mit den 5 Hofbesitzern:
Veit Ridtl, Hannß Binger, Veit Bieber, Michael Frölich, Georg Scharff.

### 18. Jahrhundert bis Gegenwart
Eine Beschreibung des Fürstlichen Pflegamtes Floßerbürg aus dem Jahr 1704 verzeichnete für
Konradsreuth 4 Mannschaften, 2 halbe Höfe, 2 Gütlein und 1 Häusel.
In einer historisch-statistischen Beschreibung des Pflegamtes Floß von 1794 wurden aufgeführt für
Konradsreuth 4 Bauern, 1 Gütler, 1 Häusler, 1 Maurer, 2 Tagelöhner, 1 Hirt, insgesamt 55 Einwohner.
Um 1800 hatte Konradsreuth 8 Häuser und 42 Einwohner, einen Schuster.
Konradsreuth gehörte zum Anfang des 19. Jahrhunderts gegründeten Steuerdistrikt Gösen, der gleichzeitig Ruralgemeinde war.
Zum Steuerdistrikt Gösen gehörten außer Gösen noch das Dorf Konradtsreuth, der Weiler Plankenhammer und die Einöde Weikersmühle.
Der Steuerdistrikt Gösen hatte insgesamt 176 Einwohner und 24 Wohngebäude.
Die Ortschaft Konradsreuth hatte 1817 46 Einwohner und 9 Wohngebäude, 1861 64 Einwohner und 1961 45 Einwohner und 8 Wohngebäude.
Am 1. Januar 1972 wurde die Gemeinde Gösen und damit Konradsreuth in den Markt Floß eingegliedert.

## Hausnamen in Konradsreuth
- Hiersl: Konradsreuth 2, Hösel in Mundart.
- Wölfl: Konradsreuth 5, abgekürzt von Wolfgang.
- Pfeifer: Konradsreuth, vor 1850 hießen die Besitzer des Hofes Pfeifer.[16]